# Leptopsyllus reductus
Leptopsyllus reductus är en kräftdjursart som beskrevs av Lang 1948. Leptopsyllus reductus ingår i släktet Leptopsyllus och familjen Paramesochridae. Arten är reproducerande i Sverige. Inga underarter finns listade i Catalogue of Life.